# Loxostege distictalis
Loxostege distictalis là một loài bướm đêm trong họ Crambidae.